# ایتالوبرادرز
ایتالوبرادرز (انگلیسی: ItaloBrothers) گروه موسیقی سبک موسیقی رقص، آلمانی ساکن شهر نوردهورن می‌باشد. اعضای این گروه متشکل از خواننده ماتیاس متن است که با زکریاس آدریان و کریستین مولر (که با نام کریستسن سندبرگ نیز شناخته می‌شود) کار می‌کند. از سال ۲۰۲۲، چهار عضو در گروه وجود دارد. ماتیاس متن، کریستین مولر، هانو لوهسه (کانسیس سابق) و دیتمار پولمان. آنها بیشتر در اسکاندیناوی و اروپای مرکزی شناخته شده هستند، اما در اروپای شرقی نیز تور موسیقی برگزار کرده‌اند. آنها تمام آهنگ‌های خود را در زولند رکوردز منتشر می‌کنند.
موفق‌ترین تک آهنگ‌های آنها تا به امروز عبارتند از: "Stamp on the Ground", "My Life Is a Party", "This Is Nightlife" و "Summer Air". آخرین آهنگ آنها تا ژوئیه ۲۰۲۲ "تابستان" است.